# Stictoptera basilutea
Stictoptera basilutea är en fjärilsart som beskrevs av Embrik Strand 1917. Stictoptera basilutea ingår i släktet Stictoptera och familjen nattflyn. Inga underarter finns listade i Catalogue of Life.